# Pasjans (gra komputerowa)
Pasjans (ang. Solitaire) – komputerowa wersja pasjansa Klondike, umieszczana w systemach operacyjnych Windows od wersji 3.0 wydanej 22 marca 1990. 
Uważana jest za pierwszą grę typu casual. Stworzył ją Wes Cherry w 1989, kiedy był stażystą (nie dostał honorarium za swoje dzieło). Gra okazała się przydatna w zapoznawaniu użytkowników z graficznym interfejsem użytkownika i metodą przeciągnij i upuść, używaną do przeniesienia karty. Tygodnik „Time” wymienił Pasjansa wśród przyczyn spadku produktywności pracowników biur, którzy grali, zamiast pracować, kiedy stał się on elementem systemu Windows.